# Сук Аль-Хамидия
Сук Аль-Хамидия (араб. سوق الحميدية‎) — центральный рынок Дамаска, Сирия. Расположен в старом городе и является крупнейшим розничных рынком Сирии.
Основной рынок представляет собой улицу длиной почти километр, накрытую железной крышей. Начинается от места бывших ворот Победы (Баб ан-Наср), заканчивается у колонн, являющихся остатками древнеримского Храма Юпитера. К центральной улице также примыкают боковые улицы.
На центральной улице находятся большие магазины с одеждой и магазины товаров ручной работы. На боковых улицах находится 21 дополнительный рынок, где продаются всевозможные товары — кальяны, шелка, ковры, золото, специи, восточные сладости, при этом эти рынки называются в честь продаваемого товара.
Рынок был построен в 1780-х годах при султане Абдул-Хамиде I, поэтому и носит название Аль-Хамидия. В 1884 году он был расширен, а его основная улица была накрыта железной крышей.